# 潭底 (新北市)
潭底，是臺灣新北市樹林區的一個地名，位於該區北部。以行政區而言，範圍大致為保安里、文林里、潭底里、金寮里東南部、樹興里北大半部、樹人里西北半部、坡內里東北端一小部分。

## 歷史
台灣清治末期至日治初期，潭底地區為一街庄，稱為「潭底庄」，隸屬於海山堡。該庄西北與獇仔藔庄，北及東北與圳岸腳庄為鄰，東邊一小段與西盛庄、沙崙庄為界，東南邊為彭福庄，西南邊為坡內坑庄。
1901年（日治明治三十四年）11月，該庄隸屬於桃園廳，編入第十七區。1905年（明治三十八年）7月，第十七區改稱「樹林區」。1920年（大正九年），該庄改制並雅化為「潭底」大字，隸屬於臺北州海山郡鶯歌庄。1940年，鶯歌庄升格為鶯歌街。
戰後鶯歌街改制為鶯歌鎮，隸屬於臺北縣，大字亦改制為里。1946年8月，鶯歌、樹林分治，本地區改隸屬新成立的樹林鎮。2010年12月，臺北縣升格為新北市，樹林鎮改制為樹林區。

## 交通
台鐵縱貫線大致以東北－西南走向經過潭底地區東部，境內雖未設站，但樹林車站即在西南邊界外不遠處。該站等級屬一等站，各級列車均有停靠，為東部幹線（宜蘭、花蓮及臺東方向路線）對號列車的實際起點站及終點站，也是宜蘭線區間車以及太魯閣號主要起點站及終點站。
市道116號（中正路）為迴龍至板橋的道路，大致以西北－東南走向經過潭底地區東北部邊界地帶，往西北可前往迴龍接省道台1線，往東南可前往新莊、板橋等地。市道107號（樹新路）為成子寮至樹林的道路，大致以東北－西南走向經過本地區東部，往東北可前往新莊、泰山、五股等地，往西南可前往樹林市區。

## 學校
- 樹人家商
- 文林國小

## 廟宇
- 樹林鎮南宮